# Michael Houghton
Michael Houghton (Londen, 1949) is een Brits viroloog, die in 2020 de Nobelprijs voor fysiologie of geneeskunde won. Hij is verbonden aan de Universiteit van Alberta in Canada.

## Loopbaan
Houghton werd geboren in het Verenigd Koninkrijk; zijn vader was er vrachtwagenchauffeur en vakbondsleider. Dankzij een studiebeurs kon hij studeren aan de Universiteit van East Anglia in Norwich, waar hij in 1972 een diploma in de biologische wetenschappen behaalde. Aansluitend promoveerde hij aan het King's College London in 1977.

## Carrière
Houghton was werkzaam in de Verenigde Staten bij G.D. Searle & Company voordat hij in 1982 terechtkwam bij het biotechnologische bedrijf Chiron Comparation. Het was bij Chiron dat hij zijn belangrijkste ontdekkingen deed. Hij  ontrafelde in 1986 het hepatitis D-virus-genoom en slaagde erin om met zijn team in 1989 de genetische code van het hepatitis C-virus (HCV) te isoleren. Deze ontdekking maakte een betere diagnose van dit virus mogelijk waardoor het het risico op besmetting hiermee bij een bloedtransfusie sterk werd teruggebracht.
Hij kreeg de Nobelprijs voor de ontdekking van het hepatitis C-virus, samen met Harvey J. Alter en Charles M. Rice.

## Erkenning
Voor zijn werk ontving Houghton diverse onderscheidingen, waaronder de Karl Landsteiner Memorial Award (1992), de Robert Kochprijs (1993), de William Beaumontprijs (1994), de Lasker-DeBakey Award (2000, gedeeld met Alter), de Dale A. Smith Memorial Award (2005) en de Hepdart Lifetime Achievement Award (2009). In 2013 was hij de eerste persoon die de $100.000 Gairdner Foundation International Award weigerde omdat hij het niet eerlijk vond om deze onderscheiding te accepteren zonder inbegrip van zijn twee collega's, Dr. Qui-Lim Choo en Dr. George Kuo.
1901: Behring · 
1902: Ross · 
1903: Finsen · 
1904: Pavlov · 
1905: Koch · 
1906: Golgi, Ramón y Cajal · 
1907: Laveran · 
1908: Mechnikov, Ehrlich · 
1909: Kocher · 
1910: Kossel · 
1911: Gullstrand · 
1912: Carrel · 
1913: Richet ·
1914: Bárány · 
1919: Bordet · 
1920: Krogh · 
1922: Hill, Meyerhof · 
1923: Banting, Macleod · 
1924: Einthoven ·
1926: Fibiger · 
1927: Wagner-Jauregg · 
1928: Nicolle · 
1929: Eijkman, Hopkins · 
1930: Landsteiner · 
1931: Warburg · 
1932: Sherrington, Adrian · 
1933: Morgan · 
1934: Whipple, Minot, Murphy · 
1935: Spemann · 
1936: Dale, Loewi · 
1937: Szent-Györgyi · 
1938: Heymans · 
1939: Domagk · 
1943: Dam, Doisy · 
1944: Erlanger, Gasser · 
1945: Fleming, Chain, Florey · 
1946: Muller · 
1947: C. Cori, G. Cori, Houssay · 
1948: Müller · 
1949: Hess, Moniz · 
1950: Kendall, Reichstein, Hench · 
1951: Theiler · 
1952: Waksman · 
1953: Krebs,Lipmann ·
1954: Enders, Weller, Robbins · 
1955: Theorell · 
1956: Cournand, Forssmann, Richards · 
1957: Bovet · 
1958: Beadle, Tatum, Lederberg · 
1959: Ochoa, Kornberg · 
1960: Burnet, Medawar · 
1961: Békésy · 
1962: Crick, Watson, Wilkins · 
1963: Eccles, Hodgkin, Huxley · 
1964: Bloch, Lynen · 
1965: Jacob, Lwoff, Monod · 
1966: Rous, Huggins · 
1967: Granit, Hartline, Wald · 
1968: Holley, Khorana, Nirenberg · 
1969: Delbrück, Hershey, Luria · 
1970: Katz, Euler, Axelrod · 
1971: Sutherland · 
1972: Edelman, Porter · 
1973: Frisch, Lorenz, Tinbergen · 
1974: Claude, De Duve, Palade · 
1975: Baltimore, Dulbecco, Temin ·
1976: Blumberg, Gajdusek · 
1977: Guillemin, Schally, Yalow · 
1978: Arber, Nathans, Smith · 
1979: Cormack, Hounsfield · 
1980: Benacerraf, Dausset, Snell · 
1981: Sperry, Hubel, Wiesel · 
1982: Bergström, Samuelsson, Vane · 
1983: McClintock · 
1984: Jerne, Köhler, Milstein · 
1985: Brown, Goldstein · 
1986: Cohen, Levi-Montalcini · 
1987: Tonegawa · 
1988: Black, Elion, Hitchings · 
1989: Bishop, Varmus · 
1990: Murray, Thomas · 
1991: Neher, Sakmann · 
1992: Fischer, Krebs · 
1993: Roberts, Sharp · 
1994: Gilman, Rodbell · 
1995: Lewis, Nüsslein-Volhard, Wieschaus · 
1996: Doherty, Zinkernagel · 
1997: Prusiner · 
1998: Furchgott, Ignarro, Murad · 
1999: Blobel · 
2000: Carlsson, Greengard, Kandel ·
2001: Hartwell, Hunt, Nurse · 
2002: Brenner, Horvitz, Sulston · 
2003: Lauterbur, Mansfield · 
2004: Axel, Buck · 
2005: Marshall, Warren ·
2006: Fire, Mello ·
2007: Capecchi, Smithies, Evans ·
2008: Zur Hausen, Barré–Sinoussi, Montagnier ·
2009: Blackburn, Greider, Szostak ·
2010: Edwards ·
2011: Beutler, Hoffmann, Steinman ·
2012: Gurdon, Yamanaka ·
2013: Rothman, Schekman, Südhof ·
2014: O'Keefe, Moser, Moser ·
2015: Campbell, Omura, Tu ·
2016: Osumi ·
2017: Hall, Rosbash, Young ·
2018: Allison, Honjo ·
2019: Kaelin, Ratcliffe, Semenza ·
2020: Alter, Houghton, Rice ·
2021: Julius, Patapoutian ·
2022: Pääbo ·
2023: Karikó, Weissman ·
2024: Ambros, Ruvkun
- Gemeinsame Normdatei: 1219002941
- International Standard Name Identifier: 0000 0000 3980 5595
- Library of Congress Control Number: n92054891
- ORCID: 0000-0003-3762-6771
- Virtual International Authority File: 4126576
- WorldCat: E39PBJd8dmGjkxH4wxgccqW7HC